# Władimir Gostiuchin
Władimir Wasiljewicz Gostiuchin (ros. Владимир Васильевич Гостюхин, ur. 10 marca 1946 w Swierdłowsku) – radziecki i rosyjski aktor.

## Życiorys
W 1970 ukończył studia w Państwowym Instytucie Sztuki Teatralnej im. Łunaczarskiego, podczas odbywania służby w Armii Radzieckiej pracował w Centralnym Teatrze Akademickim Armii Radzieckiej. Od 1982 pracował w Mińskim Teatrze-Studiu. W 1982 otrzymał tytuł Zasłużonego Artysty RFSRR, a w 1996 Ludowego Artysty Republiki Białorusi. Był członkiem Międzynarodowej Akademii Słowiańskiej i wiceprezesem Międzynarodowego Forum Kinowego Złoty Witiaź.

## Filmografia
- 1976: Wniebowstąpienie jako rybak
- 1980: Biały kruk
- 1980: Polowanie na lisa jako Wiktor Biełow
- 1983: Magistrala jako dyspozytor Bojczuk
- 1988: Moonzund jako Semenczuk
- 1991: Urga jako Siergiej
- 1992: Gienierał jako generał Gorbatow
- 2002: Wojna jako ojciec Iwana
- 2005: Pierwszy po Bogu jako kombrig
- 2013: Odwilż jako Pronin
- 2016: Dziadek Mróz. Bitwa magów jako Witalij Siemionowicz

## Nagrody i odznaczenia
- Nagroda Państwowa ZSRR (1985)
- Nagroda Państwowa Białoruskiej SRR (1982)
- Państwowa Nagroda Federacji Rosyjskiej (1993)
- Medal Franciszka Skaryny (1 marca 2006)